# CPISRAワールドゲームズ
CPISRAワールドゲームズ（英: CPISRA World Games）とは国際脳性麻痺者スポーツ・レクリエーション協会（略称: CPISRA）が主催する、脳性麻痺者のための国際総合スポーツ競技大会である。2015年、10年ぶりに開催された。

## 実施競技
2015年大会実施競技
- 陸上競技（レースランニング含む）
- ローンボウルズ
- 競泳
- テコンドー
- テーブルクリケット
- サッカー

## 大会一覧
| 開催年 | 開催都市                   | 開催国         |
| ------ | -------------------------- | -------------- |
| 1989年 | ノッティンガム             | イギリス       |
| 1993年 | ノッティンガム             | イギリス       |
| 1997年 | ノッティンガム             | イギリス       |
| 2001年 | ノッティンガム             | イギリス       |
| 2005年 | コネチカット               | アメリカ合衆国 |
| 2015年 | ノッティンガム             | イギリス       |
| 2018年 | サン・クガ・ダル・バリェス | スペイン       |